# Pfaffenhofen (Austria)
Pfaffenhofen è un comune austriaco di 1 096 abitanti nel distretto di Innsbruck-Land, in Tirolo.